# نیکلاس ولن
نیکلاس ولن (آلمانی: Niklas Wellen؛ زادهٔ ۱۴ دسامبر ۱۹۹۴) بازیکن هاکی روی چمن  اهل کشور آلمان است.